# Observatorio de Berna-Uecht
El observatorio de Bern-Uecht es un observatorio astronómico amateur privado, fundado en 1951 en la cima de la montaña Längenberg, en el municipio suizo de Niedermuhlern, al sur de Berna.

## Historia
El observatorio fue fundado en 1951 por Willy Schaerer, un corredor olímpico de media distancia y apasionado de la astronomía. En colaboración con astrónomos de la Universidad de Berna, el observatorio se completó en 1965 y permaneció así hasta hoy. A partir de 1968, se llevó a cabo un proyecto de seguimiento de la actividad solar dirigido por científicos universitarios. 
En 1982 se constituyó la Fundación que lleva el nombre del fundador, que es la que lo administra actualmente, y en el año 2000 se realizaron mejoras técnicas en los instrumentos del observatorio.

## Instrumentos
- Telescopio reflector (D = 320 mm, F = 1850 mm)
- Cámara de Schmidt (25,5 / 41,5 / 40 cm)
- Telescopio reflector de 12 cm con filtro H-alfa (activo desde 1969)
- Radiómetro de microondas (D = 1,6 m) (longitud de onda 3 cm / 3 mm o 10,5 GHz) (activo desde 1968)

## Investigaciones científicas y logros
El 20 de abril de 1974, W. Burgat, director del observatorio, descubrió la supernova SN 1974G con una magnitud de 13,0, en la galaxia NGC 4414.